# مرکز نه-نقطه

مثلثی که برای آن این موارد نمایش داده شده: دایره محیطی و مرکز آن (به رنگ سیاه)، ارتفاعات و مرکز ارتفاعی (قرمز) و دایره نه-نقطه و مرکز نه-نقطه (آبی)

در هندسه، مرکز نه-نقطه (به انگلیسی: Nine-Point Center)، مرکزی از مراکز مثلث است، نقطه ای که برای یک مثلث دلخواه تعریف شده، به گونه ای که وابستگی به موقعیت یا مقیاس مثلث نداشته باشد. همچنین علت نامگذاری اش این است که این نقطه مرکز دایره نه-نقطه می‌باشد، دایره‌ای که از نه نقطه مهم مثلث می‌گذرد: میانه‌های سه ضلع، پای سه ارتفاع، و نقاط وسط مرکز ارتفاعی و هریک از رئوس مثلث. مرکز نه-نقطه، در دائرةالمعارف مراکز مثلث کلارک کیمبرلینگ، با نماد {\displaystyle X(5)} فهرست شده‌است.

## ارجاعات
1. ↑  Kimberling, Clark (1994), "Central Points and Central Lines in the Plane of a Triangle", Mathematics Magazine, 67 (3): 163–187, doi:10.2307/2690608, JSTOR 2690608, MR 1573021.
2. ↑  Encyclopedia of Triangle Centers, accessed 2014-10-23.

- مشارکت‌کنندگان ویکی‌پدیا. «Nine-Point Center». در دانشنامهٔ ویکی‌پدیای انگلیسی، بازبینی‌شده در ۲۰ مهٔ ۲۰۲۱.